# Mixobarbaroi
Mixobarbaroi (en griego: μιξοβάρβαροι, en latín: semibarbari, "semibárbaros") fue un término etnográfico utilizado en la Grecia Clásica para referirse a personas que vivían en las fronteras del oikoumene y mostraban costumbres tanto griegas como bárbaras. 
Se usó por ejemplo en las obras de Eurípides, Platón y Jenofonte. Más tarde pasó a usarse describir griegos de origen mestizo en las tierras griegas con pluralidad cultural. Así, en el diálogo Platón Menexenus, un grupo de "bárbaros" se autoconsideraba griegos, pero no plenamente griegos sino solamente "mixobarbaroi". Jenofonte describe las personas de Cedreiae en Asia Menor, aliados de Atenas, como "mixobarbaroi", para señalar que estaban sujetos a tratados con Atenas pero no eran atenienses.
Después de la cristianización del Imperio bizantino por el emperador Constantino I, el término se usó para referirse a no romanos de fe cristiana que vivían en las fronteras bajo por tratado con el emperador, siendo por ello tildados de semibárbaros en contraposición a los bárbaros "normales", paganos fuera de las fronteras. Ana Comneno llamó "mixobarbaroi" a las pechenegos asentados en Paristrion, en la orilla sur del Danubio, en oposición a los escitas al norte, con los que no obstante compartían lengua. En el mundo bizantino de los siglos XII-XIII, el término fue usado principalmente en para referirse a las poblaciones étnica y lingüísticamente mixtas de la ribera del Danubio. Más adelante fue usado por los autores bizantinos y búlgaros para referirse a búlgaros y valacos que mantenían un estilo de vida bárbaro, poblaciones nativas que se casaban con los pechenegos o mezclas de los anteriores como bulgaralbanitóvlacos (βουλγαραλβανιτόβλακος) que habitaban Momcila en Macedonia.
El término mixo-bárbaro se usa igualmente para los escritos en griego moderno caracterizados con frases helénicas, sintaxis antigua y imitación global de formas antiguas pero combinado con etimologías moderna y extranjeras que fue usado como dialecto vulgar por los griegos durante y después de la caída de Constantinopla.